# Camille Aboussouan
Camille Aboussouan, né le 30 août 1919 à Beyrouth, décédé le 15 janvier 2013 à Paris 16e, est un avocat, diplomate, écrivain, bibliophile et traducteur libanais francophone. Ancien ambassadeur du Liban auprès de l'UNESCO, il est titulaire du prix de la langue-française 1947 ainsi que du prix littéraire 1986 de l'Académie française et l'auteur d'une traduction du Prophète de Gibran Khalil Gibran. En 1945, il fonde à Beyrouth la revue culturelle Les Cahiers de l'Est. De 1961 à 1978, il est conservateur du Musée Sursock à Beyrouth.
Il lègue en 2000 au musée des Beaux-Arts d'Agen une donation d'archéologie orientale d'environ 1400 pièces provenant du Liban, de la Syrie et de l'ancienne Mésopotamie.

## Œuvre

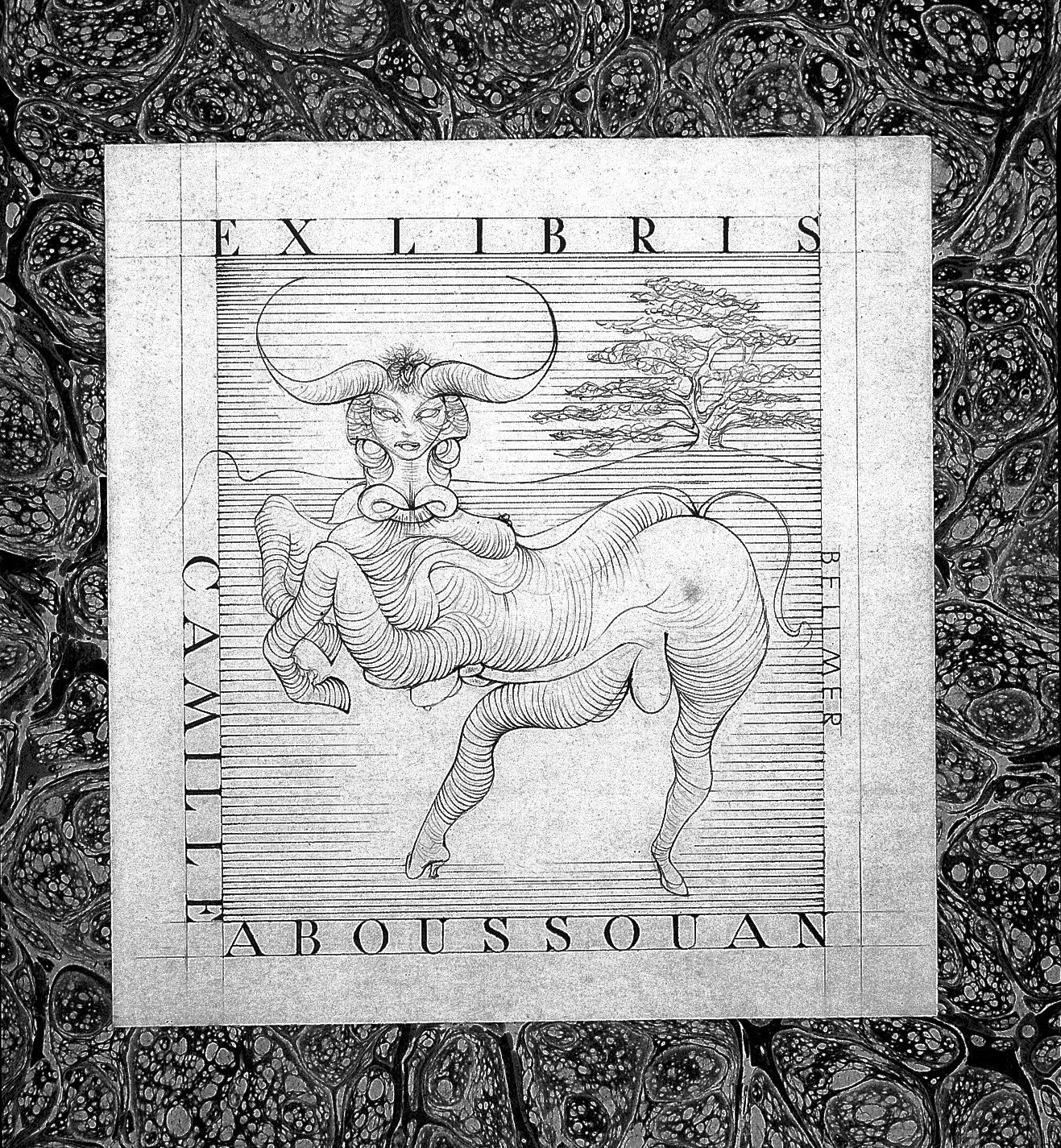
Ex-libris de Camille Aboussouan.

- L’architecture libanaise du XVe au XIXe siècle. Médaille d’argent du prix littéraire 1986 de l'Académie française[3]Les Cahiers de l'Est, Beyrouth, 1985.
- Tes cheveux dans le vent, Nuit, 1943.
- Le Prophète de  Khalil Gibran,  Casterman, 1956.
- Le livre et le Liban, UNESCO, 1982.
- Visions d'Orient. Des cités mésopotamiennes à la Jérusalem des Croisés. La donation Camille Aboussouan, Paris, 2002 (24 × 30).
- De la montagne du Liban à la bastide royale de Fleurance. Mémoires et souvenirs. Beyrouth, Cahiers de l'Est, 2008.

## Liens externes

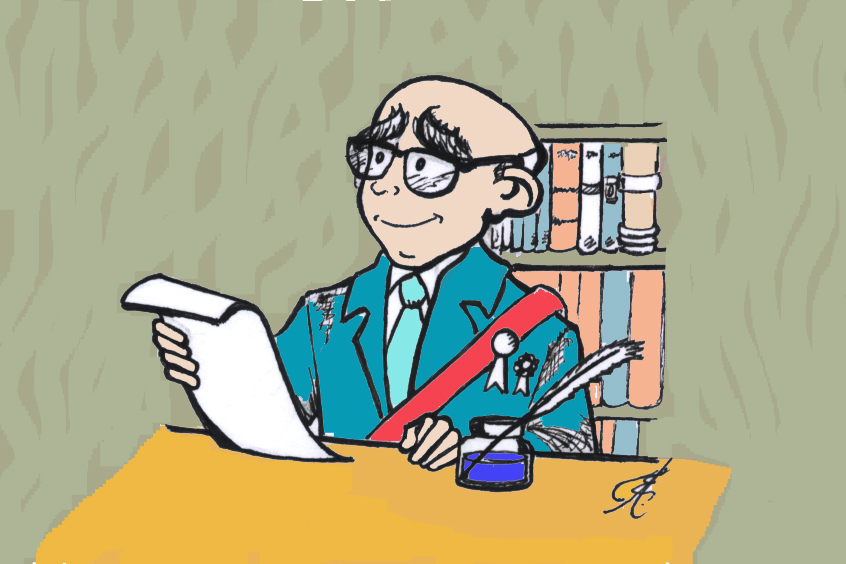
Caricature de Camille Aboussouan par sa petite cousine Eleonore Aboussouan.